# Neorhopus australicus
Neorhopus australicus är en stekelart som beskrevs av Girault 1917. Neorhopus australicus ingår i släktet Neorhopus och familjen sköldlussteklar. Inga underarter finns listade i Catalogue of Life.